# 진진돌이 에볼루션
진진돌이 에볼루션은 정운경 화백의 대표작 <진진돌이>를 매직북에서 기획하고, 김기정이 글을, 윤종문이 그림을, 문희석이 컬러를 맡아서 리메이크한 짐승 밀리터리 만화이다. 네이버 웹툰에서 금요일마다 연재된다.

## 작중 배경
전쟁으로 인한 인명피해를 최소화하기 위해 비전 프로젝트(비인간 전투원 프로젝트)를 구상하고 이 비전 프로젝트가 현실화되었다. 주인공 진진을 비롯한 동물 전투원들은 이러한 비전 프로젝트의 산물로서 전투병력으로 훈련에 성공한 동물들이다. 하지만 비전 프로젝트는 인간보다 신체능력이 뛰어난 짐승에게 지식을 불어넣어주는 것 때문에 그 위험성이 인지되어 금지되었다. 그런데 어느날, 북쪽 국가로부터 새 군사들이 습격해오면서, 이에 대항할 만할 비전 프로젝트 실험 대상 동물들이 진진돌이를 중심으로 뭉치게 된다.

## 등장인물

### JSS 부대원
- 진진
  - 종 : 진돗개

1기에서 3기까지 등장하는 이 만화의 주인공. 진돗개가 사람처럼 말을 하고 총을 쏘는 능력을 갖고 있고 이족 보행을 할 줄 안다. JSS(Jim Seung Squad)의 대장이였다. 원래 개여서 인간보다 냄새를 잘 맡는다. 삶의 목표와 행로는 상당히 불분명하다.
- 너귤
  - 종 : 너구리

너구리이다. 1기에서는 상대의 미래를 볼 수 있다. 1기에서 전기타격을 입은 뒤 2기에서는 상대방을 만지면 그자의 과거를 볼 수 있는 능력을 가졌으나 황화로 위장한 까막에게 총을 맞았지만 죽지는 않고 3기에서 등장한다. 미래를 바꾸기보다 따르지만, 이기적이여서 그런것이 아니라 남을 배려하는 마음에서 그러한 것이다. 마지막 결말에 너귤이 등장하는데, 그 이후로 동료가 어떻게 되었는지 모른다.
- 곰탱
  - 종 : 불곰

곰이라서 미련하게 설정되어 있지만, 착하다. 사냥꾼에게 잡힐 뻔했으나, 살아남았고 2기에서도 진진과 함께 행동한다. 까막에게 당했으나, 3기에 '붉은 폭군'으로 등장한다. JSS대원 중 힘이 월등히 세서 장애물 제거에 유능하다.
- 찍길
  - 종 : 새앙쥐

쥐이고 머리가 영리하다. 1기에서 JSS의 두뇌 역할을 하였으나 적에게 작전이 막히게 되자 수류탄과 함께 전사한다.
- 물개 형제
  - 종 : 물개

쌍둥이 물개 형제. JSS가 해체된 이후 길러지게 되는데, 주인에게 술과 담배를 요구받았다. 진진에게 구출된뒤 JSS에서 활약한다. 저격수이며 원래 물개여서 해엄도 잘친다. 참호안에서 까막의 성을 방비하는 공중부대에 대항하여 동료들의 길을 터 주다가 죽는다.

### 적대세력
- 까막
  - 종 : 까마귀

이 작품의 악당역. 1기에서는 애꾸눈의 까마귀로서 소위 계급의 최하급 지휘관으로 쿠데타를 일으켜 중장으로 승진된다. 이 과정에서 진진이를 유혹하나 거절당하고 죽는다. 그러나 살아남아서 2기가 돼서는 수인(水人)을 이끌고 전 세계를 지배한다. 황화와 몸을 바꿔치기 해서 진진 일행을 속이나 너귤에게 손을 잡혀 정체가 밝혀진다. 진진을 제외한 나머지 일행을 처리하고 진진과도 호각으로 싸우나, 윤이나가 유도한 핵폭탄을 맞게 된다. 3기에서는 한동안 등장하지 않았으나 파충류나 날짐승, 길짐승으로 나뉜 곳과 다른 장소에서 짐승들을 다스리고 있으며, 강자로서 약자인 인간을 지배하는게 옳다고 여긴다.
- 황화(黃禍)
  - 종 : 진돗개

진진과는 사촌관계의 진돗개, 까막이 진진과 사촌관계에 있는 개를 인간화한 것이다. 진진에게 대항하기 위한 수단이였으나, 나중에 진진에게 협조하게 되자 까막에게 몸을 바꿔치기 당해 죽는다. 3기에서 다시 몸만 바뀐 까막으로 재등장한다.
- 피쿠스
  - 종 : 비비원숭이

3기에 등장하는 들짐승족 제사장, 정수가 동물의 본성을 잊게 한다고 생각하여, 본성대로 다른 동물을 잡아먹는 것이 옳다고 생각하고 그대로 행동하지만 진진 일행에게 죽는다.
- 미노타
  - 종 : 물소

피쿠스의 부하. 충직한 군인으로 피쿠스의 명령에 복종하지만 성격이 우직해서 진진에게 진 빚을 갚기도 한다. 전투 중 사고로 한쪽 앞발을 잃고 그 자리에 발칸포를 달았다.
- 카마
  - 종 : 카멜레온

여러 가지 정보를 알고 있지만, 카멜레온답게 변심을 잘한다.

### 인간
- 양박사

비전 프로젝트(비인간 전투원 프로젝트)를 처음으로 주창한 사람, 그러나 비전 프로젝트의 위험성으로 인해 JSS에게 소탕되지만, 까막에 의해 적국으로 건너가 연구를 계속하게 된다. 하지만 이용만 당하고 버림받는다.
- 윤이나

2기에 등장, 수인에게 충성하는 인간이나, 사실은 수용소에서 자신을 지켜주려던 신돌석이 같이 갇힌 사람들에게 당한 줄 알고 그러한 것이다. 나중에 자신이 신돌석을 모르고 죽였다는 사실을 알게 되자 까막이 있는 곳으로 핵폭탄을 유도한다. 잔인한 성품을 지녔으며, 인간 저항군을 비롯해 JSS대원까지 모조리 살해하려고 했었다.
- 신돌석

2기에 등장, 옛날에 윤이나를 지켜주려고 했다. 인간 저항군의 일원이다.
- 조중령

1기 때 진진돌이를 비롯한 비전 프로젝트에 관여했던 군인, 2기에서는 저항군의 일원이 된다.
- 김노을

3기에 등장, 피쿠스가 "세상을 파멸시키기 위해 필요한 열쇠"이다. 레오와 함께 '안식의 사원'에 간다. 이후 레오 대신 나온 진진돌이와 동행하게 된다.

### 협력세력
- 오징
  - 종 : 오징어

오징어이고 찍길이의 뒤를 이어 2기 중간에 합류하여 JSS의 두뇌 역할을 하나 실상은 찍길보다 머리가 떨어진다. 수류탄 던지는 법을 터득했으나 까막에게 당한다.
- 나비
  - 종 : 고양이

사격의 명수. 하지만 경험이란 면에서 다른JSS대원들보다 뒤떨어지는 편이며 말을 하지 못하므로 태블릿에 말을 써서 동료들과 대화를 한다. 말을 할 수 있다는 것을 들켜서 말을 하게 된다. 원래 말할 수 있었으나 말하지 않은 이유는 JSS에 뽑히지 않기 위해서였다.
황화의 몸을 가진 까막과 일 대 일 대결을 하다 패하였으나, 3기에서 파충류의 군주로 재등장한다. 하지만 살이 쪄서 전투력이 감소되었다.
- 레오
  - 종 : 흑표범

3기에 등장, 흑표범으로 자신의 몸을 소환의 샘에 바쳐서 진진을 불러낸다.
- 크로코
  - 종 : 악어

3기 이후에 JSS에 합류한 전투원. 성격이 매우 급하지만 최소한의 양심은 있으므로 진진 일행과 함께하고 있다.
- 오스트라
  - 종 : 비비원숭이

3기에 등장하는 인간족 제사장이며, 원숭이이다. 쌍둥이 형제이자 들짐승족의 제사장인 피쿠스와 대립하고 있다. 세상의 모든 에너지원이라 하는 특수한 물인 '정수'로 동물들이 현 상태를 유지하는 것에 찬성하고 있다. 결국 피쿠스에게 잡혀가서 한쪽 눈을 잃게 되지만, 어떤 신비한 힘으로 피쿠스의 몸을 가로채고 자기 자신이 피쿠스로 살게 된다.
- 시그나
  - 종 : 백조

날짐승족의 제사장, 너귤을 예언자로 믿고 그의 말에 따르고 있으나, 쓸데없이 희생자를 내는 것을 좋아하지 않는다. 오스트라와 상의하여 김노을을 금역으로 보내려고 하지만, 자신은 피쿠스에게 붙잡히고 죽게 된다.
- 세라핌
  - 종 : 구렁이

머리가 두개달린 샴쌍둥이 구렁이 형제. 파충류 군대를 이끌고 있다.  진진을 도와서 피쿠스와 대적하지만 무작정 공격할 때가 많다. 두 머리가 의견이 안맞아서 다투기도 한다.